# Тім Віскеттер
Тім Віскеттер  (нім. Tim Wieskötter, 12 березня 1979) — німецький веслувальник, олімпійський чемпіон.

## Виступи на Олімпіадах
| Олімпіада   | Дисципліна                  | Місце |
| ----------- | --------------------------- | ----- |
| Сідней 2000 | байдарка-двійка, 500 метрів | 3     |
| Афіни 2004  | байдарка-двійка, 500 метрів | 1     |
| Пекін 2008  | байдарка-двійка, 500 метрів | 2     |